# Niko Kuret
Niko Kuret (n. 24 aprilie 1906, Trieste - d. 26 ianuarie 1995) a fost un etnolog sloven.
A absolvit studii de literatură comparată și romanistică (1930) și de etnologie (1946) la Facultatea de Filozofie din Ljubljana, obținând un doctorat în 1956. Între anii 1954 și 1979 a fost angajat la Institutul de Etnologie al Academiei Slovene de Științe și Arte.
Niko Kuret a cercetat multe caracteristici etnologice slovene și le-a prezentat în filme, piese de teatru, cărți, reviste. Istoria teatrului popular sloven este rezumată în lexiconul literar intitulat Duhovna drama. El a fost, de asemenea, un pionier al teatrului de păpuși sloven și autorul conceptual al personajului „Pavliha”. El a fost, de asemenea, membru al Academiei Slovene de Științe și Arte. Fiul său a fost muzicologul Primož Kuret, iar nepotul său a fost poetul Robert Kuret.
A tradus în slovenă povestea „Ivan Turbincă” a lui Ion Creangă, publicând-o sub titlul „Ivane Tourbinka”, în volumul Romunske pravljice (Mladinska knjiga, Ljubljana, 1970).